# Yakuza Fiancé – Verliebt, verlobt, verpiss dich
Yakuza Fiancé – Verliebt, verlobt, verpiss dich (jap. 来世は他人がいい Raise wa Tanin ga Ii) ist eine Manga-Serie von Asuka Konishi, die in Japan seit 2017 erscheint. Die Geschichte um die Beziehung zwischen zwei Erben von Yakuza-Clans wurde in mehrere Sprachen übersetzt, darunter ins Deutsche. Für 2024 ist eine Adaption als Anime angekündigt.

## Inhalt
Die Oberschülerin Yoshino Somei wuchs als Erbin des Yakuza-Clans Somei in Osaka auf. Mit ihrer furchtlosen Art, dem durchdringenden Blick und ihrer hohen Stellung wurde sie von den meisten in ihrer Umgebung gemieden. Dann schließt ihr Großvater Renji Frieden mit der Miyama-Familie in Tokio. Yoshino wird daraufhin Kirishima versprochen, dem Enkel des Oberhaupts der Miyama. Yoshino ist davon gar nicht angetan, reist aber nach Tokio. Kirishima scheint zunächst freundlich, zuvorkommend und der perfekte Gentleman zu sein, aber seine Verlobte ahnt, dass er ein wahres Wesen verbirgt. Sie fürchtet, die Yakuza hier seien noch grausamer als in ihrer Heimat. Gemeinsam mit ihm besucht sie nun die Oberschule und wird überrascht, wie unbefangen die Mitschüler mit Kirishima umgehen. Mit der Zeit empfindet sie sein Verhalten aber als distanziert und bald schon zeigt er seine dunkle Seite, verstörender, als es Yoshino bisher von jedem Gangster kannte. Und Kirishima macht ihr bald deutlich, dass er Yoshino langweilig finde, weil sie wie eine normale Oberschülerin und gar nicht wie eine Yakuza-Tochter sei. Ihr Großvater gesteht Yoshino zu, frei entscheiden zu können, ob sie Kirishima heiratet. Doch zumindest ein Jahr soll sie in Tokio aushalten. Da fasst sie den Entschluss, Kirishima zu verführen und ihn dann abblitzen zu lassen. Ihre plötzliche, rücksichtslose und egoistische Art imponiert dem dann so, dass er sich schlagartig in sie verliebt. So hat sie ihr Ziel zwar erreicht, hat nun aber einen umso lästigeren Verlobten ständig um sich.
Während Kirishima eine große, wenn auch unheimliche Fürsorge zeigt, bemerkt Yoshino immer mehr, dass beide Teil eines Konflikts zwischen den Yakuza-Clans sind, unter denen eigentlich Frieden herrschen sollte. Ihr Kindheitsfreund Shoma aus Osaka besucht sie und will für Yoshino mehr darüber herausfinden. Er hält von Kirishima nichts und will lieber mit Yoshino zurück nach Osaka, doch die will nicht klein bei geben. Kirishima erlebt zum ersten Mal, wie er auf jemanden eifersüchtig ist.

## Veröffentlichung
Die Serie startete im August 2017 im Magazin Afternoon bei Kodansha. Der Verlag brachte die Kapitel ab November 2017 auch in bisher acht Sammelbänden heraus. Der erste dieser Bände verkaufte sich über 50.000 Mal in den ersten beiden Wochen nach Veröffentlichung, der zweite über 33.000 Mal in der ersten Woche, womit beide in den Manga-Verkaufscharts platziert wurden. Eine deutsche Übersetzung von Nana Umino erscheint seit April 2024 bei Manga Cult in bisher acht Bänden (Stand Juni 2025). Seven Seas Entertainment veröffentlicht eine englische Fassung, Studio JG eine polnische.

## Anime
Unter der Regie von Toshifumi Kawase entstand bei Studio Deen eine Umsetzung als Anime für das japanische Fernsehen. Die Drehbücher schrieb Rika Takasugi. Für das Charakterdesign war Itsuko Takeda verantwortlich, die künstlerische Leitung lag bei Kazuhiro Arai und die Tonregie führte Takuya Hiramitsu. Der Anime wurde im Oktober 2023 erstmals angekündigt.
Die zwölf Folgen mit je 24 Minuten Laufzeit wurden vom 7. Oktober bis 23. Dezember 2024 von den Sendern Tokyo MX, BS11 und AT-X in Japan gezeigt. Parallel dazu erfolgte die internationale Veröffentlichung per Streaming über die Plattform Crunchyroll, unter anderem mit deutschen, englischen, französischen, spanischen und portugiesischen Untertiteln.

### Synchronisation
| Rolle              | japanische Stimme (Seiyū) |
| ------------------ | ------------------------- |
| Kirishima Miyama   | Akira Ishida              |
| Yoshino Somei      | Hitomi Ueda               |
| Azami Suo          | Hiroshi Kamiya            |
| Sōta Inamori       | Hiroshi Shimozaki         |
| Taketo Hotei       | Katsuyuki Konishi         |
| Gaku Miyama        | Kazuya Nakai              |
| Shoma Toriashi     | Kōji Yusa                 |
| Tsubaki Akashigata | Reina Ueda                |
| Aoi Tachibana      | Ryōta Takeuchi            |
| Renji Somei        | Yōji Ueda                 |

### Musik
Hiroaki Tsutsumi und Masato Suzuki komponierten die Musik zur Serie. Das Vorspannlied ist Under and Over von The Oral Cigarettes und der Abspann ist mit dem Lied Nani Wararotonnen (なに笑ろとんねん) von Yoshino unterlegt.